# Vega Strike
Vega Strike — свободная компьютерная игра в жанре космического симулятора с элементами экономической стратегии, выпущенная для ряда платформ, включая Windows, Linux и Mac OS X. Многие элементы игровой механики Vega Strike сделаны под большим влиянием игр Elite и Wing Commander: Privateer.
Vega Strike написана на C/C++ с использованием OpenGL, также используются скрипты на Python и XML. Игра выпущена под лицензией GNU General Public License, поэтому эта игра является свободным и открытым ПО.

## Игровой процесс
Vega Strike помещает игроков в обширный, динамично развивающийся мир, населённый различными фракциями, с различным отношением к игроку и друг к другу, и обладающий экономической моделью, в которой прибыль извлекается с помощью торговли, сражений и исследования мира. Финансовые доходы позволяют игроку приобретать обновления и/или более продвинутые транспортные средства, что позволяет принять участие в более опасных и прибыльных миссиях.
Наличие единой валюты и открытые рынки позволяют торговать практически где угодно и с кем угодно.
Можно обладать различным уровнем отношений с различными фракциями. Так, если игрок убивает корабли данной фракции, с ней у него формируются отрицательные отношения; положительные отношения формируются при уничтожении врагов данной фракции.
Игрок может покупать и продавать грузы, принимать на себя выполнение миссий, а также общаться с людьми в местных барах на планетах или космических станциях.

## Критика
В 2005 году Vega Strike была упомянута в статье О’Рейли об играх для Mac с открытым исходным кодом. В 2008 году журнал Full Circle включил Vega Strike в список «5 лучших космических игр».

## Галерея

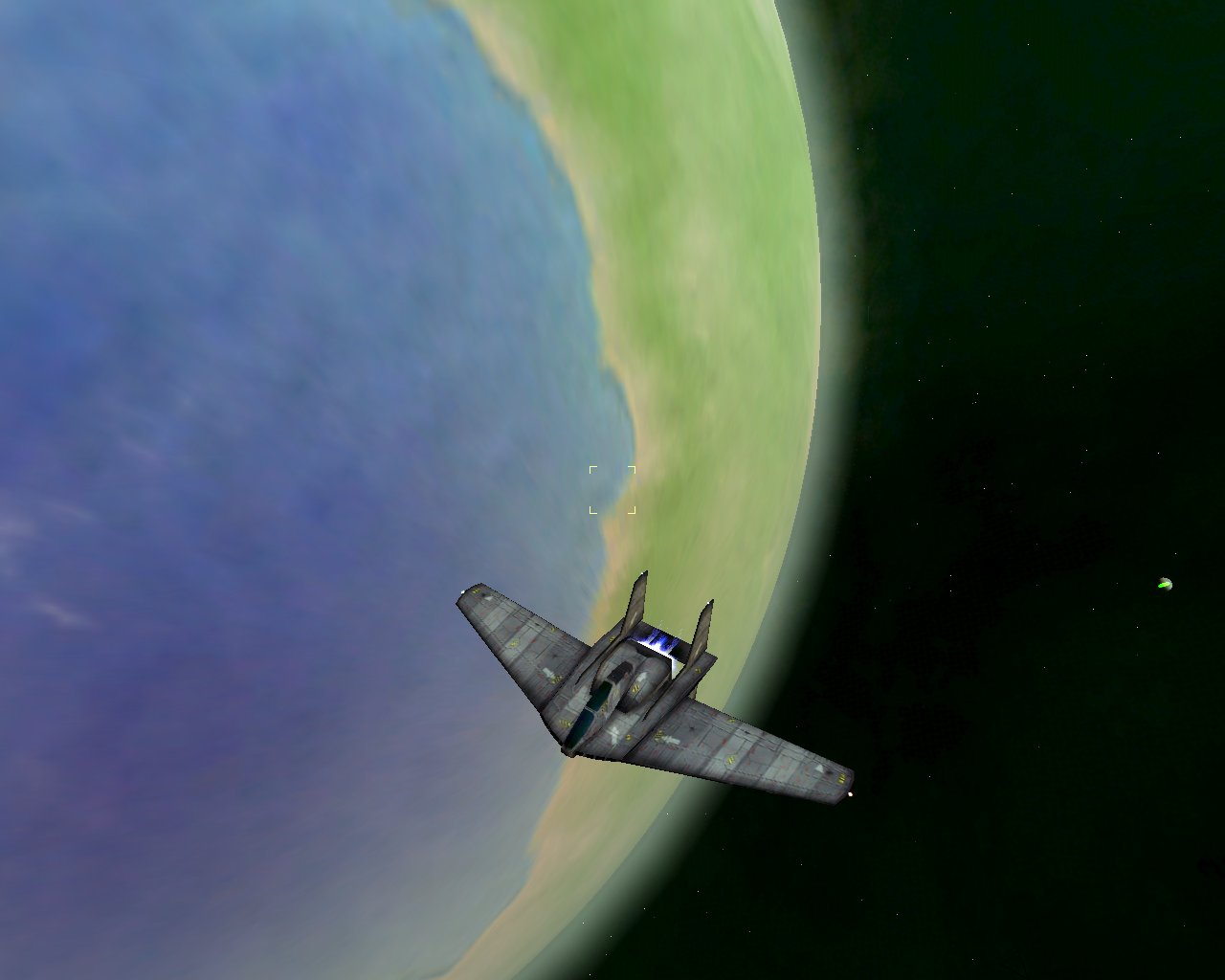
Планета
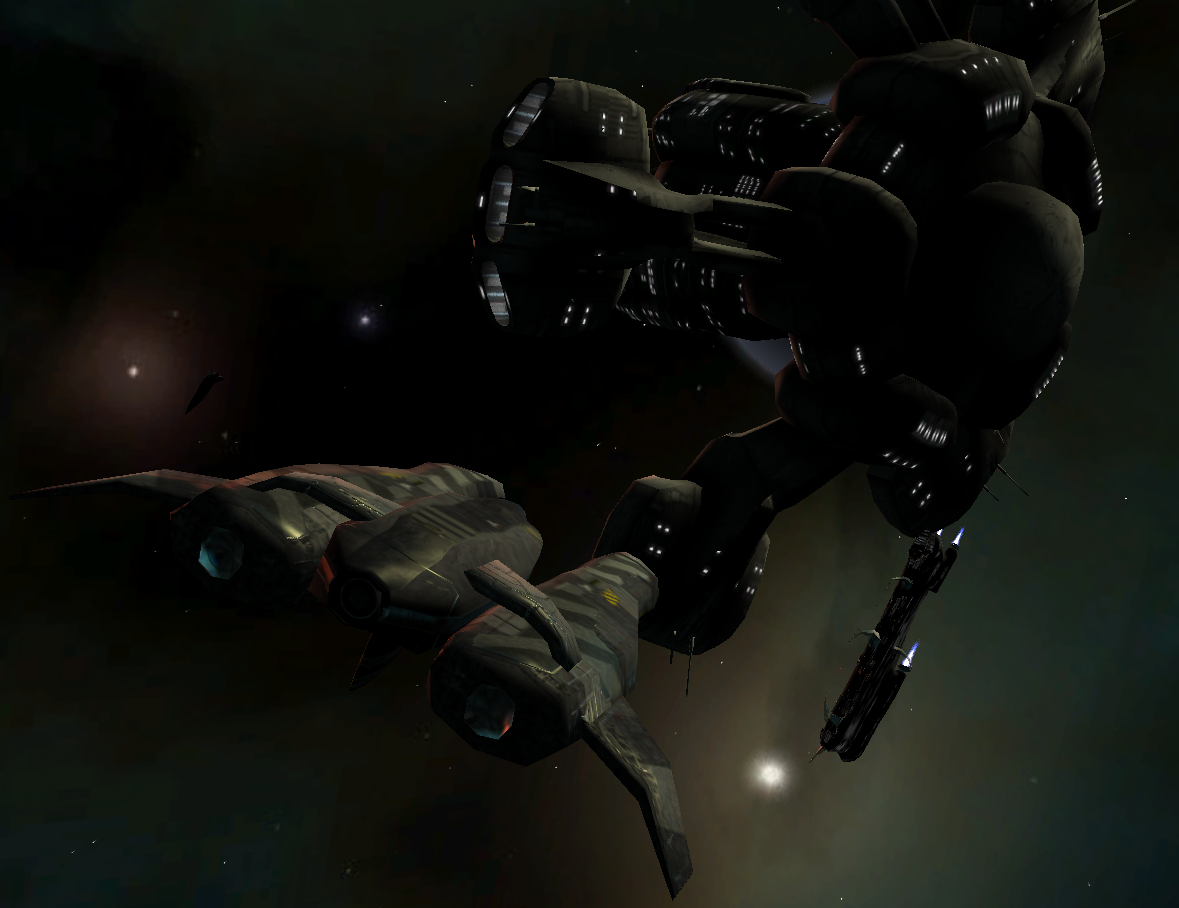
Доки «Ламы» на шахтной станции